# Fantaghirò

Fantaghirò es una serie de aventuras de animación para televisión. Fue creada por BRB Internacional y producida por Mediaset, Telecinco, Planeta 2010, EF&C. La serie está basada en las películas italianas de fantasía Fanta-ghirò
La serie nos traslada a una época de la Edad Media, llena de seres mitológicos y criaturas mágicas. Fanta-ghirò nacerá en un momento complejo entre los dos grandes reinos: Tuan y Dana. Será ella la encargada de restablecer la paz y el orden entre los dos reinos. Pero para ello, se deberá enfrentar a múltiples peligros y aventuras, para poder derrocar a los malvados seres que solo quieren la destrucción del reino y de su vida.

## Personajes de Fanta-Ghirò
Algunos de los personajes principales son:
- Fantaghirò: es la princesa del reino de Tuan. Su nacimiento concuerda con el comienzo de la profecía, que dicta el fin de la guerra y el comienzo de la paz. Ella se instruirá en el arte de la espada, gracias al Hada Blanca. Cuando cumple la mayoría de edad, comenzará su aventura, aquella que pondrá fin a los años de guerra.
- Romualdo: es el príncipe del otro reino, el de Dana. Caerá enamorado de Fantaghirò y la acompañara en sus aventuras. Él será, también, el encargado de finalizar la disputa entre los dos reinos.
- Hada Blanca: es el hada madrina de la princesa. Estará junto a Fantaghirò en todas sus aventuras para protegerla siempre que lo necesite. Además fue ella la que predijo la profecía y leyenda de la princesa.
- Bruja Negra: es el némesis del Hada Blanca. Ella tiene como objetivo destruir a Fantaghirò para que no se cumpla la profecía, y así poder gobernar a los dos.

### Lista de episodios
1. La Profecía
2. La Gruta de la Bestia
3. El Caballero Escarlata
4. El Duelo del Amor
5. La Presa del Cazador
6. El Rescate de Kuorom
7. El Bosque de los Elfos
8. Corazón de Piedra# La Nube Negra
9. Capitán Pintarroja
10. Los Jinetes del Odio
11. El Mundo Subterráneo
12. El Pirata sin Nombre
13. El Genio del Mal
14. El Último Adiós
15. En la Boca del Mal
16. Cementerio de Dragones
17. En el Corazón de Hielo
18. El Libro de los Mil Hechizos
19. Armas de la Paz
20. El jardín mágico
21. El Árbol del Mundo
22. La Esencia de la Vida
23. El Elfo Oscuro
24. El Diamante Rojo
25. El Amor Puede con Todo

- Datos: Q1648005